# Raionul Șumsk, Ternopil
Șumsk (în ucraineană Шумський район, transliterat: Șumskîi raion) este un raion în regiunea Ternopil, Ucraina. Reședința sa este orașul Șumsk.

## Demografie
Componența lingvistică a raionului Șumsk
     Ucraineană (99,44%)
     Alte limbi (0,55%)
Conform recensământului din 2001, majoritatea populației raionului Șumsk era vorbitoare de ucraineană (99,44%), existând în minoritate și vorbitori de alte limbi.